# シュナプセン
シュナプセン（ドイツ語: Schnapsen）は、オーストリアで人気のあるトランプを使った2人向けのトリックテイキングゲームである。ポイントトリックゲームに属し、カードの合計点数120点のうち66点を先取した側が、それを宣言することによりプレイをそこで終わらせる。ブリスコラやツーテンジャックと同様に山札から手札を補充していくが、山札を凍結することができる。山札がなくなるか凍結したあとの後半戦は、運より技術が優先される。
オーストリアの国民的ゲームである。
ドイツの66というゲームもルールがほぼ同様なので、ここで説明する。
32枚のカードを使った3人用の同系のゲームに、チェコのマリアーシュ（チェコ語: Mariáš）や、ビッドのあるハンガリーのウルティ（ハンガリー語: Ulti）などがあり、いずれもその国の国民的ゲームになっている。これらのゲームでは大部分のカードを手札として最初に配ってしまい、山札から手札を補充することはない。

## 概要
シュナプセンは基本的な点ではブリスコラによく似ている。
- Aの次に10が強い（ブリスコラでは3が強い）。カードの点数はブリスコラと同じである。
- 全部のカードでなく一部だけを配り、残りは山札として、順次手札に加える。
- マストフォロールールに従わない。

しかし、ブリスコラとはいくつかの重要な点で異なっており、シュナプセンの方がより刺激的な内容になっている。
- 使用する全枚数が20枚と非常に少なく、すべてのカードに点数がある。
- 同じスートのKとQの組み合わせが手札にあると、得点を得られる。
- 山札を凍結できる。
- 66点に達したら、上がりを宣言してプレイを打ち切る。

同じスートのKとQの組み合わせは、「結婚」という名で知られ、ヨーロッパの他の多くのポイントトリックゲームにも見られる（ベジーク・ピノクルなど）。また、トリックテイキングゲームではないが、ポッヘンやポープ・ジョーンなどの古いギャンブル系のゲームにも同じ組み合わせがある。
このゲームの歴史はブリスコラの元になったブリュスカンビーユと同じくらい古く、18世紀のはじめのライプツィヒの文献に「マリアージュ」（Mariage、結婚を意味するフランス語）という名前で記録されているのが初出である。チェコでは今でも「マリアーシュ」と呼ぶ。

## ルール
シュナプセンのルールには変種が多いが、ここでは主にpagat.comの説明（外部リンク参照）にあわせて記述する。
競技人数は2人。通常のトランプ（フランス式）を使うことも、ドイツ式のトランプを使うこともあるが、ここでは通常のトランプを使うものとして説明し、絵札の略称も日本でなじみの深いK・Q・Jを使う（実際にはドイツ語ではK・D・B）。シュナプセンではカードはA・K・Q・J・10の5種類、合計20枚しか使用しない。それ以外の、2から9までのカードはあらかじめ抜いておく。
カードのランクはAがもっとも強く、次に10が強い。各カードにはランクに応じて点数があり、それは以下のとおりである。このような点数はヨーロッパの多くのポイントトリックゲームに見られる（ブリスコラを参照）。
| ランク | A  | 10 | K | Q | J |
| 点数   | 11 | 10 | 4 | 3 | 2 |

すべてのカードの点数を合計すると120点になる。このうち66点以上を取ると上がりを宣言することができる。

### プレイ
最初のディーラーは何らかの方法で決める。ディーラーはプレイごとに交代する。
各競技者の手札は5枚である。ディーラーはまず3枚ずつをまとめて配り、その次の1枚を表にして場に置く。表にしたカード（この記事では説明の便宜上、他のゲームにならってターンアップと呼ぶ）のスートが切り札になる。ディーラーはさらに2枚ずつ手札を配り、残りの9枚は裏を向けてターンアップに交差するように積んで山札とする。ターンアップ自身も山札の最後の1枚として機能する。
ディーラーでない側が最初のトリックをリードする。リードに対して、もう一方は同じスートのカードがあっても出す必要はない。すなわちマストフォロールールは存在しない。
2枚のうち少なくとも1枚が切り札の場合、切り札を出した側の勝ちになる（切り札が複数枚出たら、高位の切り札を出した側が勝つ）。切り札が出ていない場合は、リードと同じスートで高位の札を出した側の勝ちになる。勝った側はそのトリックで出された2枚のカードを獲得し、自分の前に裏返して置く。獲得したカードの点数はその競技者のものになる。点数が66点以上に達したら、その競技者は上がりを宣言する（Ausmelden）。この場合、それ以上のプレイは行われず、得点の計算にはいる。なお、自分がいままでに何点取ったかはメモを取ったりせずに、頭で記憶していなければならない。誤って上がりを宣言するとペナルティを取られる。66点以上に達したのに、上がりを宣言せずに次のリードを行った場合、次にトリックに勝つまで宣言はできない。
勝った側から順にそれぞれ山札の一番上から1枚ずつ取って、手札に加える。ついで、勝った側が次のトリックをリードする。
勝った側は、山札を取ったあと、次のトリックをリードする前に、山札を凍結することができる。ターンアップを裏返して山札の一番上に置くことで凍結をあらわす。山札を凍結することは、「山札がなくても自分は66点以上取ることができる」と宣言したことになる。山札を凍結したにもかかわらず上がることができなかったら、ペナルティを取られる。
山札が尽きるか、または凍結されたら、以降は手札だけで勝負する。このときは以下のような、通常より厳密なマストフォロールールに従わなければならない。
1. リードと同じスートのカードが手札にあるときは、同じスートを出さなければならない。このとき、リードより高いランクのカードが手札にある場合は、それを出さなければならない。
2. リードと同じスートのカードがなく、切り札がある場合は、切り札を出さなければならない。
3. 切り札もない場合は、任意の1枚を出す。

競技者のいずれかが上がりを宣言するか、手札が尽きたらプレイは終わる。

### 特殊ルール
切り札の最低ランクのカード（J）を持っている競技者は、自分のリードの直前にそのカードをターンアップと取りかえることができる。山札が凍結されていたり、山札が使いはたされている場合はもちろん交換できない。
同じスートのKとQを手札に持っている競技者は、そのうちの1枚をリードするときにもう1枚を見せ、点数を宣言することができる。点数は、切り札のKとQが40点、それ以外のKとQが20点である。このトリックを取ることによって得られるボーナス点によって66点以上に達したら、その場で上がりを宣言する。なお、オープニングリードでもKとQのペアを宣言することは可能だが（後述の厳密ルールでは不可）、その場合、1トリック取ったタイミングでボーナス点が加えられる。1トリックも取れなければ0点である。

### 得点
上がった側は、通常1ゲームを獲得する。ただし相手の点数が33点未満ならばシュナイダー（Schneider）といい、2ゲームを獲得する。さらに相手が1トリックも取っていない場合はシュヴァルツ（Schwarz）といい、3ゲームを取得する。
上がりの宣言がまちがっていた場合、逆に相手がその点数と無関係に2ゲームを獲得する。相手が1トリックも取っていない場合は3ゲームを取得する。
山札を凍結した競技者が上がった場合も同様に計算するが、相手の点数は上がった時点ではなく、凍結した時点の点数で計算する。
山札を凍結した競技者が上がれずに終わるか、逆に相手が先に上がった場合、相手が2ゲームまたは（山札を凍結した時点で1トリックも取っていなければ）3ゲームを取得する。
山札が凍結されておらず、かつ手札の最後の1枚までプレイしたにもかかわらず、どちらも上がりを宣言しなかった場合は、最後のトリックの勝者が、獲得したカードの点数とは無関係に1ゲームを取得する。

### ゲームの終了
プレイを繰り返し、7ゲームを先取した側が最終的な勝者となる。

## 変種
3人または4人向けの変種もあるが、ビッドがあり、山札がないなど、大きくルールが異なるので、ここでは扱わない。

### 厳格ルール
トーナメント等で使う厳格なルール（das scharfe Schnapsen）では、以下の点が異なる。
- 獲得したカードは裏返し、プレイが終わるまでだれも見てはならない
- 最低1トリック取っていなければ、切り札のJをターンアップと取りかえることはできず、KとQの組み合わせを宣言することもできない。すなわち、最初のトリックをリードするときにはこれらのことはできない。
- 山札が2枚になったら、それを凍結することはできない。また切り札のJをターンアップと取りかえることもできない。
- KとQのペアを宣言するときには、Kをリードしなければならない。

### 66
66（ドイツ語: Sechsundsechzig、英語: Sixty-six）は、ドイツで非常によく普及しているゲームであり、カードの枚数は9を含む24枚になる。なお9のカードは最弱で、カードの点数は0点である。ターンアップと交換できるのも、切り札のJではなく、切り札の9になる。手札として3枚ずつ2回、合計6枚ずつを配り、その次のカードがターンアップになる。それ以外のルールはほとんどシュナプセンと同じだが、以下の点が異なる。
- トリックの終了後、山札を引く前のタイミングでも山札を凍結することができる。この場合、残りの手札は5枚で戦うことになる。
- 厳格ルールのシュナプセンと同様、最初のトリックをリードする前に切り札の9を交換することはできない。
- 山札を凍結した時に、相手が切り札の9を手札に持っていれば、それを交換することができる。
- 山札が尽きるか凍結されている時は、KとQのペアは宣言できない。
- 山札が凍結された場合も、相手の点数は凍結した時点ではなく、上がった時点の点数を数える。
- 山札が凍結されず、どちらも上がりを宣言しないまま終わった場合、最後のトリックの勝者が10点のボーナス点を得る。得点の多い側が、通常と同様に1・2・3ゲームのいずれかを得る。両方が同点の場合は引き分けとなり、ゲームは次回まわしになる（次回の勝者が1ゲーム多く獲得する）。
- プレイの勝者が次回のディーラーになる。